# London School of Business and Finance
Die London School of Business and Finance (LSBF) ist eine private Wirtschaftshochschule mit Sitz in London, die auf Wirtschaft und Finanzen spezialisiert ist. Die LSBF bietet zahlreiche Bachelor- und Masterstudiengänge in den Bereichen Management, Business Administration und Finanzen an, sowie verschiedene Weiterbildungslehrgänge und Berufsqualifikationen, wie ACCA, CFA, CIM und CIMA. Die akademischen Kurse der LSBF sind von anerkannten Hochschulinstituten und Universitäten, wie der Grenoble Graduate Business School, der University of Bradford und der University of Central Lancashire, akkreditiert.
Die LSBF besitzt über zwei Campus im Zentrum Londons sowie weitere in Manchester, Birmingham, Toronto und Singapur. Die LSBF hat es sich auf die Fahnen geschrieben, akademischen Anspruch eng mit direkter Karriereorientierung zu verbinden.
Im September 2010 wurde Professor James Kirkbride zum Vizerektor von LSBF berufen, während Professor Alfred Morris zum Vorsitzenden des Direktoriums 2011 ernannt wurde. Die Rolle des königlichen Patrons übernahm Seine Königliche Hoheit Prinz Michael von Kent.

## Geschichte
Die Gründung erfolgte 2003 durch Aaron Etingen. Anfangs bot die Wirtschaftshochschule nur Buchhaltungs- und Finanzkurse sowie Weiterbildungskurse und Berufsqualifikationen wie ACCA und CIMA an. Im Lauf der Jahre entwickelte die LSBF einige Partnerschaften mit führenden Hochschuleinrichtungen, um Bachelor- sowie Masterstudiengänge anzubieten.
Die Wirtschaftshochschule verfügt über Campus in London, Birmingham und Manchester. Der erste internationale Campus wurde im Februar 2011 in Toronto, Kanada, eröffnet. Im Juni 2011 gründete die LSBF ihren zweiten internationalen Campus in Singapur. Dieser neue Campus ist die erste und einzige britische Business School in Asien. Auf den Campus in Singapur und in Toronto kann man Buchhaltungsprogramme und Berufsqualifikationen auswählen.
Die LSBF bietet eine vielfältige Auswahl an Bachelor- und Masterprogrammen sowie Berufsqualifikationen in Partnerschaft mit der Grenoble Graduate School of Business, der University of Bradford und der University of Central Lancashire.
Zu den akademischen Kooperationen zählen die Partnerschaften mit der Shanghai University und der CL Educate, einer Bildungseinrichtung in Indien.
Im Jahr 2010 entwickelte die Wirtschaftshochschule eine Anwendung („LSBF Globaler MBA“) auf Facebook. Diese Facebook-Anwendung ermöglicht es allen Benutzern, über hunderte Stunden von kostenlosen Lernmaterialien – einschließlich 80 Stunden hochauflösende Videos – zu verfügen.
Der „LSBF Globaler MBA“ ist der erste Online-Master-Abschluss, der auf Facebook in der besonderen Modalität „erst probieren, dann kaufen“ weltweit angeboten wird. Daher können sich Studenten von dem LSBF Global MBA das Angebot zuerst anschauen und anschließend für den akademischen Abschluss bezahlen.
Im April 2012 war die LSBF eine akademische Partnerschaft mit der London Metropolitan University eingegangen. Daher hatten die britischen und internationalen Studenten die Gelegenheit, sich für die von der London Metropolitan University validierten Bachelor- und Masterprogramme sowie Berufsqualifikationen auf den Campus der LSBF in England zu entscheiden. Im Dezember 2012 wurde einvernehmlich vereinbart, dass diese Partnerschaft aufgelöst werden soll. Die London Metropolitan University sowie die LSBF haben dazu folgende Pressemitteilung veröffentlicht: „Obwohl viel mit dieser akademischen Kollaboration erreicht wurde, sind beide Institutionen sich einig, dass die Grundlagen der Partnerschaft nicht mehr in Einklang mit den heutigen Veränderungen des Bildungssektors sind. Deshalb werden beide Institutionen nun ihre eigenen Wege gehen.“
Zu der LSBF Group gehören die London School of Business and Finance, das London College of Contemporary Arts (LCCA), die E-learning-Plattform InterActive, die Finance Business Training (FBT), die School of Fashion and Design (SFDLondon), die LSBF School of English und das St Patrick’s College London.

## Campus
Es gibt zwei Campus im Zentrum London sowie Campus in Manchester, Birmingham, Singapur und Toronto. Auf den Campus in Singapur und in Toronto werden nur Weiterbildungsprogramme und Berufsqualifikationen wie ACCA angeboten.
Zudem besteht eine Partnerschaft zwischen der LSBF und der leitenden chinesischen Universität, mit dem Ziel, die neue Shanghai-London School of Business and Finance einzurichten.
Außer den internationalen Standorten in Toronto und Singapur verfügt die LSBF über Repräsentationsbüros in der Schweiz, in Tschechien, in Hong Kong, in den Vereinigten Arabischen Emiraten, in Pakistan, Kasachstan, Russland, Kolumbien und Indien.

### Gebäude

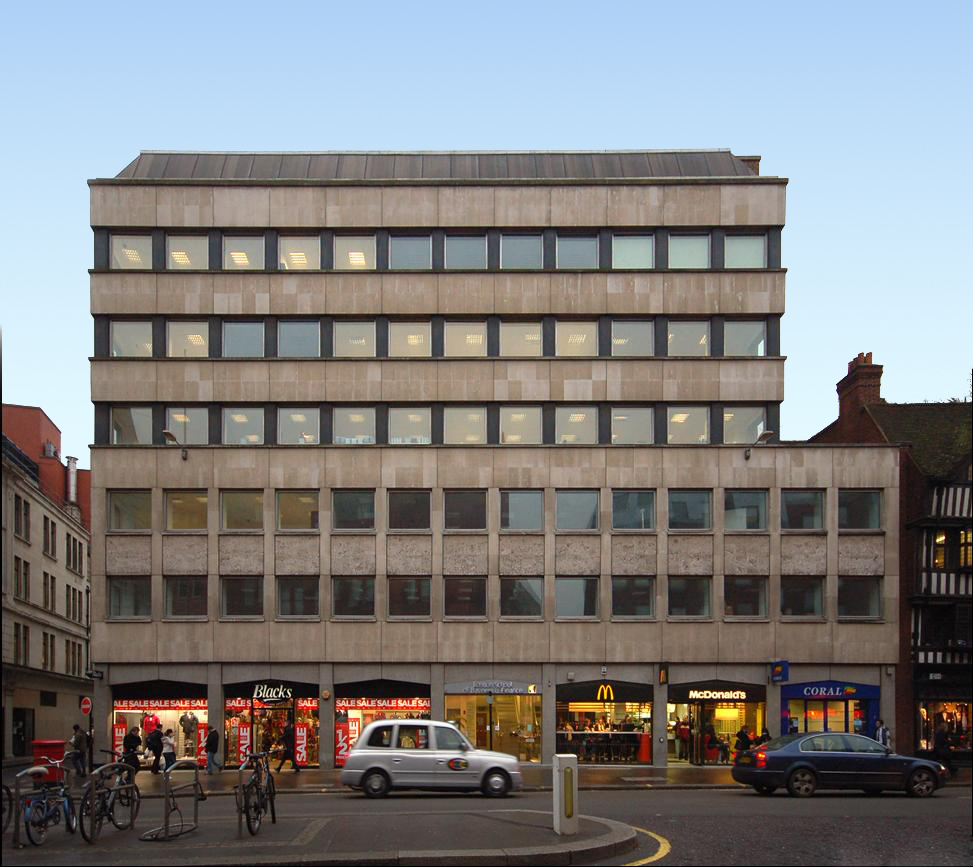
LSBF-Gebäude in Holborn, London
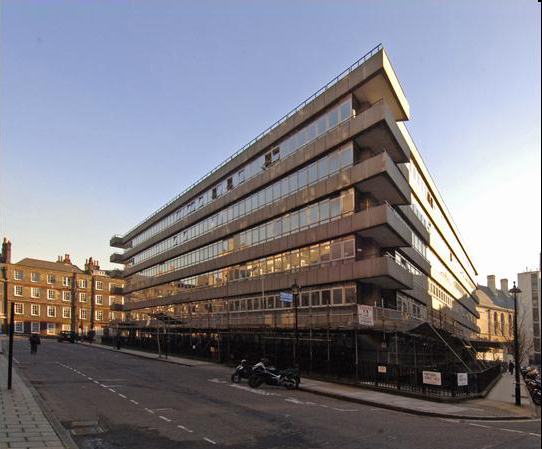
LSBF-Gebäude in New Court, London
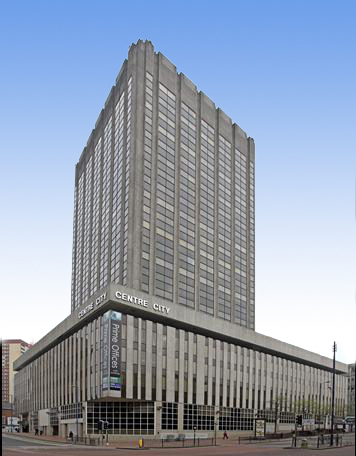
LSBF-Gebäude in Birmingham, England
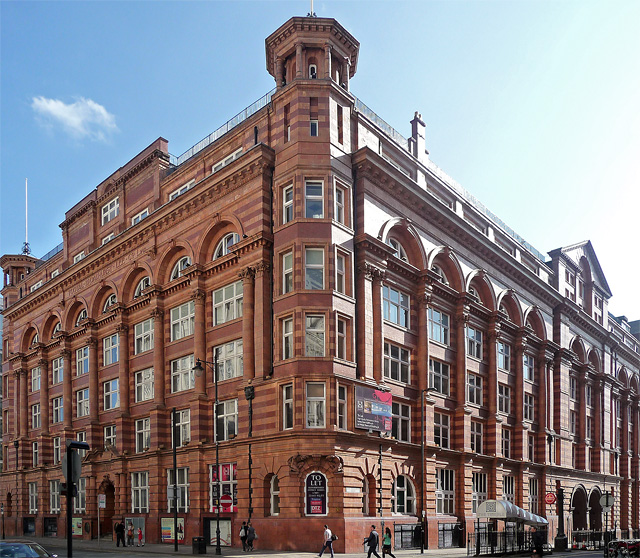
Churchgate House in Oxford Street, Manchester, England
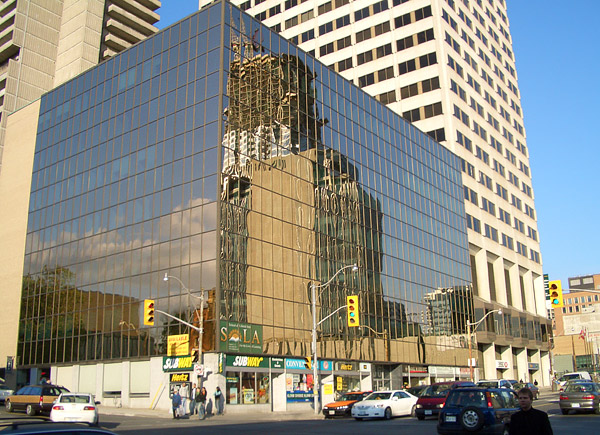
LSBF-Gebäude in Toronto, Kanada
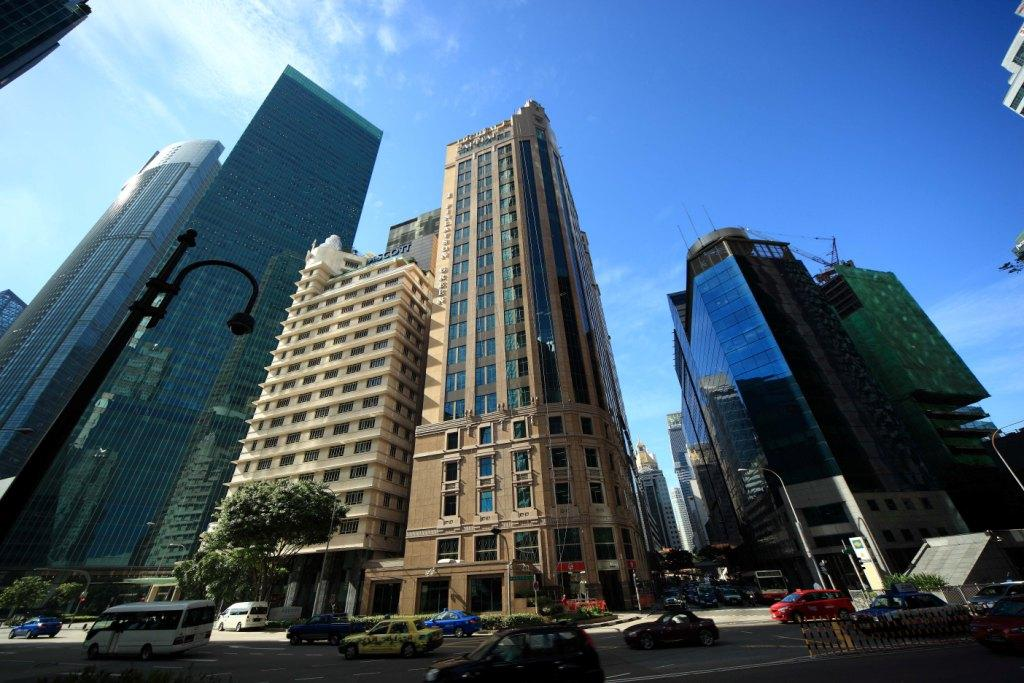
LSBF-Gebäude in Singapur

## Academics

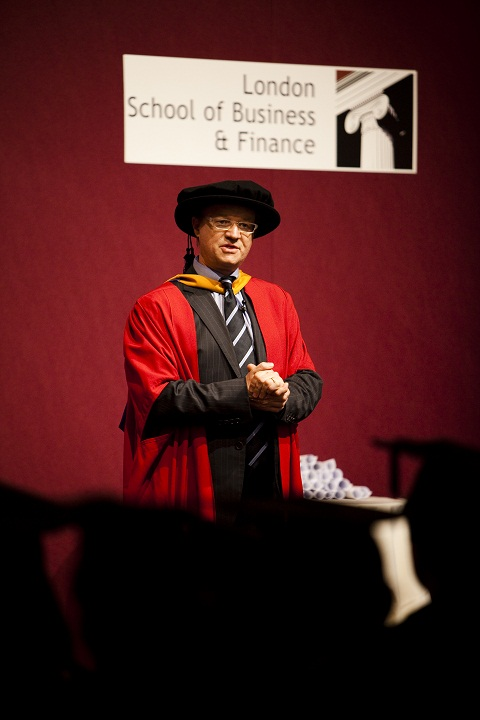
Professor and Vice Rector, James Kirkbride, speaking at the LSBF 2011 Summer graduation ceremony

### Programme
Die LSBF arbeitet mit der Grenoble Graduate School of Business zusammen, um zweijährige Masterprogramme – 2 Year MBA, 2 Year MSc in Finance, MSc Fashion, Design and Luxury Management Master und MIB (Master in International Business), sowie das dreijährige Bachelorprogramm in International Business anzubieten.
Die MBA-Studenten haben die Gelegenheit, diesen Master-Abschluss mit einer Berufsqualifikation wie ACCA, CFA und CIMA zu verbinden.
In Partnerschaft mit der London Metropolitan University bietet die LSBF eine breite Auswahl an Bachelor- und Masterprogrammen sowie Berufsqualifikationen an – unter anderem MBA Global, MSc Finance & Investment, BSc Business Management, Diplomas in Accounting & Finance sowie Strategic & Financial Management.
Der Master-Abschluss in Bereich Wirtschaftsrecht, der LL.M. in International Business Law, wird in Partnerschaft mit der Bradford University, einer renommierten Hochschule in Großbritannien, angeboten. Zudem ist die Sprachenschule der LSBF, die School of English, von British Council anerkannt und arbeitet mit English UK, der Gesellschaft der Sprachlehrer in Großbritannien, zusammen.
Die internationalen Studenten, die nicht aus der Europäischen Union kommen, haben die Gelegenheit, sich für Bachelor-Studienprogramme, die in Partnerschaft mit der University of Central Lancashire (UCLAN) angeboten werden, zu entscheiden. Die Bachelor-Studiengänge sind unter anderem: Bachelors in Business Administration, Bachelors in Accounting & Financial Studies und LL.B.

#### Online-Programme
LSBF bietet eine große Vielfalt von Online-Programmen mittels ihrer Studienplattform „InterActive“ an: MBA, Master in Finanzen, Master in Marketing sowie Berufsqualifikationen wie ACCA, CIMA, CFA und über 20 Online-Postgraduate-Certificates. Studenten verfügen über Online-Klassenzimmer, Diskussionsforen und eine breite Palette von Informationsquellen wie hochauflösende Videovorlesungen, 24-stündiger technischer Support, eine Online-Bibliothek und Fallstudien der Harvard Business School.
Im Zuge des Aufstiegs sozialer Netzwerke wie Facebook hat die LSBF im Jahr 2010 zwei Anwendungen entwickelt: ein Vorbereitungszentrum für ACCA, dessen Lernmaterialien an die Studenten des ACCAs gerichtet sind, sowie den obengenannten LSBF Globaler MBA, den ersten Master-Abschluss, der auf Facebook in der besonderen Modalität „erst probieren, dann kaufen“ weltweit angeboten wird. Beide Anwendungen haben hochwertige Lernmaterialien, die kostenlos zur Verfügung stehen.
Studenten des LSBF Global MBA können für den akademischen Abschluss bezahlen.
Beide Anwendungen haben Aufmerksamkeit in der Berichterstattung britischer sowie internationaler Medien erfahren: LSBF Global MBA wurde in New York Times, Reuters und Bloomberg angegeben, während das Vorbereitungszentrum für ACCA im Februar 2011 zur „Studienquelle des Jahres“ vom PQ Magazin gekürt wurde.

### Klassifizierung
Im Juni 2011 wurde der Master in Finance, der von der LSBF in Partnerschaft mit der Grenoble Graduate School of Business angeboten wird, auf Platz sechs der Financial Times Rankings gewählt.
Der Bachelor in International Business (BIB) der GGSB, der auf dem Campus der LSBF in London und auf dem Campus der GGSB in Grenoble angeboten wird, ist auf Platz fünf der führenden Bachelorprogramme in Frankreich. Diese Klassifizierung erfolgte durch die französische Zeitung Le Figaro.
Der MIB (Master in International Business) der GGSB wurde auf Platz 9 der Financial Times Rankings gewählt. Dieses Ranking klassifiziert die besten internationalen Masterprogramme im Bereich International Business.

### Stipendien
Prinz Michael von Kent unterstützt Studenten, die aus Entwicklungsländern kommen, mit Stipendien.
Ein weiteres Stipendienprogramm beinhaltet ein betriebsbezogenes Förderprogramm, das Studenten mit Arbeitgebern vernetzt, und eine spezielle Förderlinie für Frauen in Business-Berufen, die die Ausbildung der Geschäftsführerinnen von morgen unterstützt.
Außerdem gibt es auch andere Stipendienprogramme, die von dem Rektor und dem Vize-Rektor angeboten werden.

## Gastvorlesungen
David Blunkett, der ehemalige Kabinettsminister und derzeit Bildungsminister Großbritanniens, hielt im Juli 2011 eine Gastvorlesung an der LSBF.
Der Vortrag fand auf dem Campus bei Marble Arch statt und legte den Schwerpunkt auf die Führung in Organisationen sowie die erforderlichen Qualitäten eines erfolgreichen Karrierewegs.
2012 interviewte David Blukett – im Auftrag der LSBF – Tony Blair, den ehemaligen britischen Premierminister, zum Thema Ausbildung im Vereinigten Königreich.
Im Dezember 2011 präsentierte Prinz Michael von Kent die Antrittsvorlesung einer neuen jährlichen Vortragsreihe in Partnerschaft mit der Royal Society of Arts (RSA). Der Gastredner, Lord Digby Jones, ist der Generaldirektor von CBI und ehemaliger Staatsminister für Handel und Investitionen.

## Die LSBF in den Medien
Im Oktober 2011 übertrug das Fernsehprogramm BBC3 einen Dokumentarbericht über die Sprachenschule der LSBF – School of English –. Der Dokumentarbericht handelte von einer Gruppe von jungen Leuten, die nach Großbritannien umgezogen sind, um ihre Traumkarrieren beginnen zu können. Einer der Studenten hatte an einem Sprachkurs der LSBF teilgenommen, der ihn auf ein wichtiges Bewerbungsgespräch vorbereitete.
Im Dezember 2011 besuchte Jo Brand – die Komödiantin, die BAFTA gewonnen hatte – den Campus der LSBF. Sie und die Produktionsfirma trafen und interviewten eine Gruppe von Business-Studenten. Das Interview erschien auf BBC4 im Februar 2012.
Im März 2012 wurde das Programm auf der Facebook-Seite Global MBA in einem Artikel der The Guardian lobend erwähnt. Der Artikel handelte sich um die Benutzung der Technologie im Bereich Ausbildung.
Valery Kisilevsky, der Geschäftsführer der LSBF Group, wurde von Bloomberg Business Week über das 360°-Programm interviewt. Kisilevsky erklärte die Begründung des bahnbrechenden Programms und seiner Arbeitsplatzgarantie.
Yuliya Etingen, die Geschäftsführerin der LSBF in Kanada, wurde von Valor Economico, einer führenden brasilianischen Zeitung, befragt. Das Interview, das in Portugiesisch veröffentlicht wurde, handelte sich um die Studienprogramme der LSBF und ihre Relevanz für den brasilianischen Markt.
Einige britische und internationale Zeitungen, wie die Times Higher Magazine, die Evening Standard, London’s Metro, HR Magazine und das Wall Street Journal, erwähnten das 360°-Programm.
Nachdem die Journalistin Christina Petrick-Löhr die LSBF besucht hatte, schrieb sie einen Artikel, der bei einer der führenden Zeitungen in Deutschland, „Die Welt“, im Jahr 2011 erschien. Der Artikel von Christina Petrick-Löhr konzentriert sich auf die Vorteile des internationalen Studiums an der LSBF.